# PetroChina
Petrochina (forenklet kinesisk: 中国石油天然气股份有限公司, traditionel kinesisk: 中國石油天然氣股份有限公司) er en kinesisk virksomhed som udvinder og sælger olie og desuden beskæftiger sig med med kemisk industri. Det er Folkerepublikken Kinas største olieproducent. Med 464.000 ansatte er det et af verdens største industriforetagender.
Hovedkvarteret ligger i Beijings bydistrikt Dongcheng.
Selskabet blev etableret i 1999 samtidig med det nye olie- og gasfund i Tarimbækkenet og Taklamakan i den autonome region Xinjiang i den vestlige del af landet. Der er konstrueret en rørledning til naturgas, som skal føre gassen fra vestlige områder og ned til Shanghai i øst.
PetroChina har også et store aftaler udenfor Kina, ikke mindst i Sudan.
I november 2005 førte et uheld ved et af PetroChinas anlæg i Jilin i det nordlige Kina til en større miljøkatastrofe. Kemifabrik nr. 110 i datterselskabet Jilin Petroleum and Chemical Company eksploderede og floden Songhua blev forurenet. Denne flod var en vigtig kilde til drikkevand i regionen. Også storbyområdet Harbin i naboprovinsen blev ramt, og udslippet blev ført med strømmen ind i Rusland der også blev ramt i byen Khabarovsk.